# Bogdans Ņesterenko
Bogdans Ņesterenko, ros. Богдан Викторович Нестеренко, Bogdan Wiktorowicz Niestierienko (ur. 16 maja 1984 w Rydze, Łotewska SRR) – łotewski piłkarz pochodzenia ukraińskiego, grający na pozycji obrońcy. Posiada również obywatelstwo rosyjskie.

## Kariera piłkarska

### Kariera klubowa
W 2003 rozpoczął karierę piłkarską w FK Rīga. W 2004 przeniósł się do FK Auda, a po pół roku do FK Venta. Od 2006 przez dwa lata występował w litewskich zespołach FK Šilutė i FK Atlantas. W 2008 został piłkarzem FK Jūrmala. W 2010 wyjechał do Rosji, gdzie bronił barw klubów Karielija-Diskawieri Pietrozawodsk, Pskow-747 Psków i Maszuk-KMW Piatigorsk. W międzyczasie otrzymał obywatelstwo rosyjskie. W 2014 zasilił skład estońskiego Jõhvi FC Lokomotiv, którym kierował jego ojciec Viktors Ņesterenko. Latem 2014 roku odszedł do AFA Olaine. W 2015 grał w FK Salaspils. W 2017 roku dołączył do FK Progress. W 2018 przeszedł do SK Super Nova, w którym zakończył karierę piłkarską.

## Sukcesy i odznaczenia

### Sukcesy klubowe
FK Jūrmala
- finalista Pucharu Łotwy: 2009